# Maison des Trois-Clous
La maison des Trois-Clous, ou maison de Charles VII, est une maison de la fin du Moyen Âge située à Poitiers, en France. Elle est classée au titre des Monuments historiques depuis 1923.

## Historique
La maison des Trois-Clous date du début du XVe siècle. Son nom lui a été donné au XIXe siècle, et est dû aux trois clous plantés au sommet de la façade. La maison est également parfois appelée maison de Charles VII. Cette appellation tire son origine d'une tradition locale : le roi Charles VII, lors de son passage à Poitiers attesté en 1424, aurait séjourné dans la maison des Trois-Clous,. La façade et la toiture de la maison ont été classées aux Monuments historiques par décret du 6 février 1923. La maison est aujourd'hui une propriété privée.

## Description
La maison des Trois-Clous est de plan rectangulaire et est entièrement bâtie en pierres de taille sur une hauteur de trois étages. L'entrée dans le bâtiment se fait par une porte dont le linteau est en arc brisé. Cette porte donne sur un couloir qui mène à un escalier à vis qui dessert les étages. 
La fenêtre du premier étage est la plus décorée : de fines moulures retombent de part et d'autre sur des reliefs représentant des feuilles de vigne. Deux moulures verticales créent un rectangle joignant les fenêtres du premier et du deuxième étage. À l'intérieur de ce rectangle se trouve une armoirie très dégradée portée par deux anges également abîmés. Trois fleurs de lys sont encore visibles sur l'écu, ce qui laisse à penser qu'il s'agit des armoiries du roi de France. La présence de cette armoirie a servi de prétexte pour faire de cette maison le lieu de séjour de Charles VII à Poitiers, même s'il est plus probable qu'elle ait été le lieu de résidence d'un fonctionnaire royal ou d'une personne souhaitant montrer son dévouement au pouvoir royal. 
À droite de la fenêtre du premier étage, la pierre d'angle a été sculptée d'un personnage tenant un phylactère. Entre le deuxième et le troisième étage, deux gargouilles flanquent la façade.
Au-dessus de la fenêtre du troisième étage se trouvent les trois clous fichés dans le mur, qui ont donné son nom à la maison.

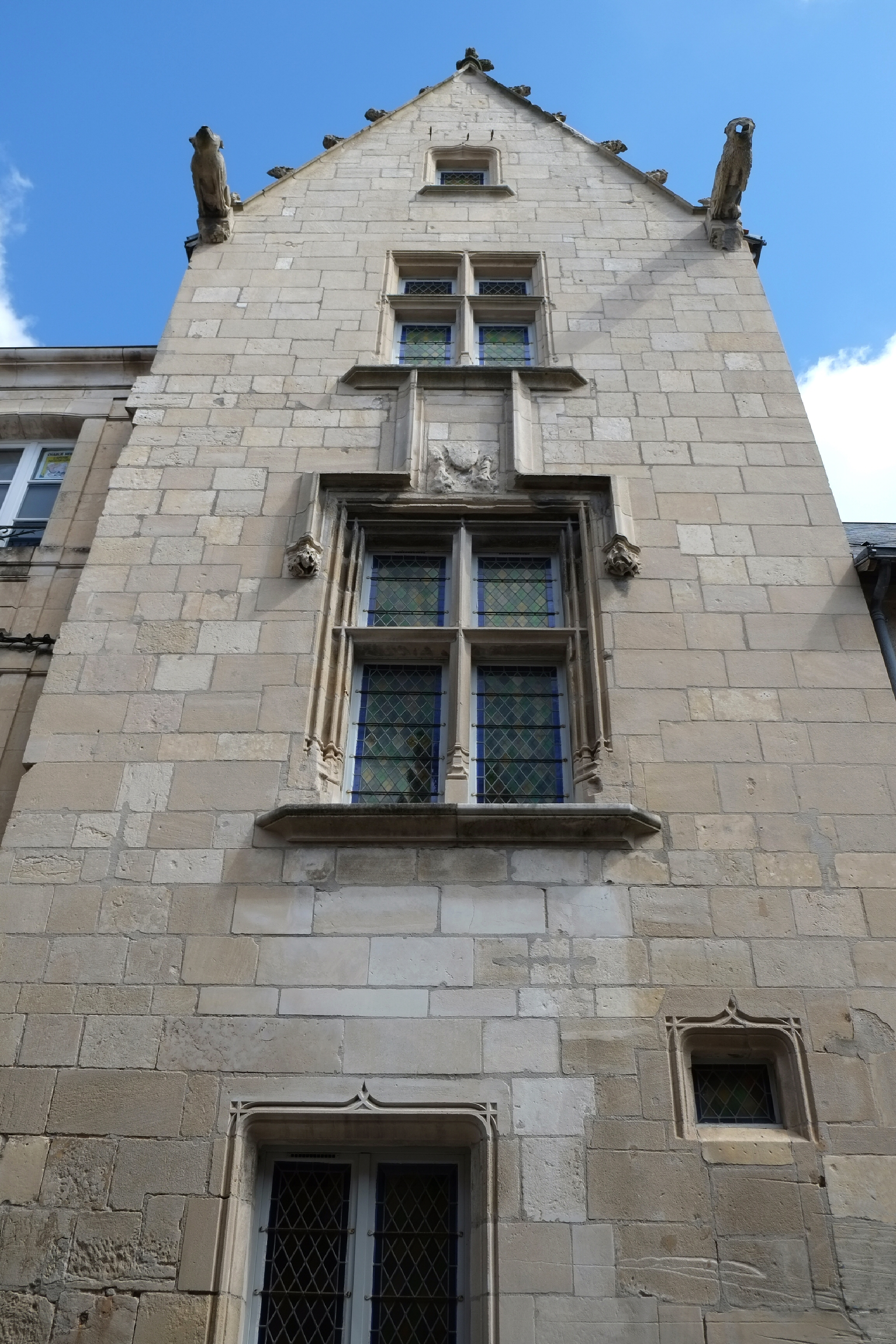
Façade de la Maison des Trois-Clous